# Erin McLeod
Erin McLeod (St. Albert, 26 de fevereiro de 1983) é uma futebolista canadense que atua como goleira. Já passou por diversos times como Chicago Red Stars, Houston Dash, atualmente, joga pelo FC Rosengard em Malmo, Suécia ao lado de sua esposa Ella Masar McLeod e a brasileira Marta.

## Carreira
Erin McLeod fez parte do elenco medalha de bronze em Londres 2012.
McLeod conquistou dois títulos W-League com o Vancouver Whitecaps em 2004 e 2006.
McLeod jogou para a  Washington Freedom nos WPS de 2009 a 2010.
Em 2013, ela se juntou a Chicago Red Stars na nova National Women's Soccer League.
Em 2014 ela foi negociado para a expansão Houston Dash pela colega canadense internacional Melissa Tancredi. McLeod foi escolhido por seus companheiros de equipe para ser a capitã. McLeod foi liberada após a temporada de 2015. Ela havia solicitado a liberação para que ela pudesse prosseguir em uma oportunidade de jogar por um clube em Feminino da UEFA Champions League. Atualmente esta jogando pelo FC Rosengård, porém por conta de uma lesão, está temporariamente afastada dos gramados. 

## Fora dos campos e Vida conjugal.
McLeod é uma investidora e embaixadora da marca de Peau de Loup, marca de roupas para uma população feminina. Em 4 de Novembro, 2015, McLeod apareceu no Dragons 'Den um reality show sobre negócios, para apresentar sua empresa e obter um acordo.
Erin McLeod e sua então namorada e também jogadora pelo Houston Dash, Ella Masar, se casaram em Julho de 2015 em Vancouver, Ella assumiu o sobrenome da esposa ficando Ella Masar McLeod.
Atualmente as duas dividem a vida com seu filho canino Max em Malmo na Suécia, e atuam juntas pelo Fc Rosengard.